# Gintersdorfer/Klaßen
Gintersdorfer/Klaßen ist eine deutsch-französisch-westafrikanische Theater/Performance-Gruppe, die 2005 gegründet wurde. Sie bewegen sich mit ihrer Kunst an der Grenze von Drama und Tanz, Club und Theater, Europa und Afrika.

## Gründung
Die Gruppe wurde 2005 von Monika Gintersdorfer gegründet. Sie ist Tochter österreichischer Eltern (* 1967 in Lima, Peru), studierte Germanistik und Theater-, Film- und Fernsehwissenschaften in Köln und Regie in Hamburg. Seit 2005 arbeitet sie mit Knut Klaßen (* 1967, Münster) zusammen. Klaßen studierte freie Kunst an der Hochschule für bildende Künste Hamburg und ist in den Bereichen Film, Fotografie und Theater tätig. Seit 2005 arbeiten Gintersdorfer/Klaßen mit ivorischen Künstlern, insbesondere mit Franck Edmond Yao (* Abidjan, Elfenbeinküste), der unter dem Pseudonym Gadoukou La Star ein Album im Stil des Coupé Decalé veröffentlicht hat. Weitere Musiker, mit denen Gintersdorfer/Klaßen zusammenarbeiten sind Ted Gaier, Melisse Logan von Chicks on Speed und Gob Squad.

## Werk
„In unserer künstlerischen Arbeit sprechen wir von den Schwarzen und den Weißen, höchst unkorrekt und unpräzise, aber deswegen oft nah an dem Denken, das die Wirklichkeit bestimmt, die unkorrekt und unpräzise ist. Wir denken in zwei Systemen und machen Aufführungen, die von europäischem und afrikanischem Publikum mit tausend Missverständnissen gemocht und gehasst werden. Nicht relativieren, nicht aufklären, nicht ironisieren, sondern insistieren, bis es lebt!“

„Mit performativen transkontinentalen Sichtlinien zwischen Europa und Afrika, die weit mehr kreuzen als Kultur, geschweige denn lediglich von Tanz handeln, hat das Duo Gintersdorfer/Klaßen die Grenzen des Tanztheaters gesprengt. Die Regisseurin Monika Gintersdorfer, der im März 2016 der Caroline-Neuber-Preis der Stadt Leipzig verliehen wird, und der bildende Künstler Knut Klaßen arbeiten mit ihrem ivorisch-deutschen Ensemble diskursiv, mit so klugem wie subversivem Witz, unterwandern Stereotype, stellen Übersetzungsfragen.“

## Auftritte
Auftritte von Gintersdorfer/Klaßen: Kampnagel in Hamburg, Hebbel am Ufer in Berlin, Theater im Pumpenhaus, Münster, Theater Bremen, Koninklijke Vlaamse Schouwburg in Brüssel, Forum Freies Theater Düsseldorf, Sophiensæle Berlin, Schauspiel Köln, Ringlokschuppen Mülheim, Deutsches Theater (Berlin). Gintersdorfer/Klaßen arbeiten häufig zusammen mit dem KVS Brüssel in Kinshasa.
2010 veranstalteten sie das Festival „Rue Princesse“ in Abidjan, Berlin und Hamburg. 2011 tourten sie durch Westafrika mit ihrer Reihe „Logobi“. 2017 sind Gintersdorfer/Klaßen mit dem Theaterprojekt „Kabuki Noir Münster“ Teilnehmer der Skulptur.Projekte in Münster.

## Auszeichnungen (Auswahl)
- 2009: Preisträger Impulse Festival für „Othello c’est qui“[9]
- 2010: George Tabori Förderpreis
- 2010: Tanzkompanie des Jahres[10]